# 勒蒂群島

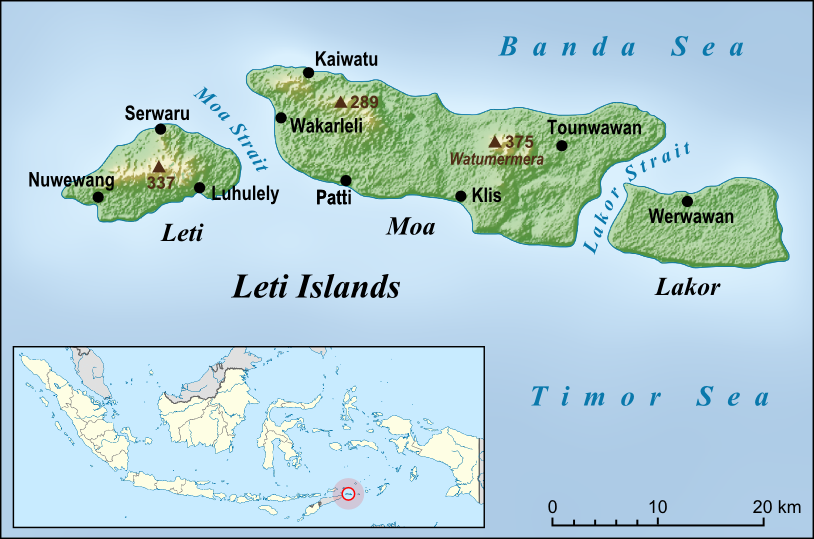
勒蒂群島

勒蒂群島是印度尼西亞的群島，位於摩鹿加群島東南，屬於摩鹿加群島的一部分，面積750平方公里，人口約60,000，居民以種植稻米、煙草、畜牧和捕魚為主。行政上由马鲁古省西南马鲁古县管理。

## 外部連結
- Satellite imagery from Google Maps

8°10′44″S 127°56′29″E / 8.178868°S 127.941284°E